# Thorsten Fink
Thorsten Fink (Dortmund, 29 ottobre 1967) è un allenatore di calcio ed ex calciatore tedesco, di ruolo centrocampista, tecnico del Genk.

## Carriera

### Giocatore
Fink ha iniziato a giocare nel Borussia Dortmund II prima di trasferirsi al Wattenscheid 09 nel 1989, con cui conquistò la promozione in Bundesliga grazie al secondo posto ottenuto in Zweite Bundesliga.
Dopo la retrocessione dello Wattenscheid 09, si è trasferito al Karlsruhe, dove ha disputato tre stagioni da titolare con ottime prestazioni, tanto da essere acquistato nel 1997 dal Bayern Monaco.
A Monaco è rimasto per 8 anni, di cui 5 come titolare (dal 1997 al 2002). Con i bavaresi ha vinto 4 campionati tedeschi e 3 Coppe di Germania e ha raggiunto la finale di Champions League nel 1999, persa 2-1 contro il Manchester United nella quale ha sostituito il capitano Lothar Matthäus all'80', e nel 2001, vinta ai rigori contro il Valencia.
Dopo aver perso il posto da titolare, nel 2003 è stato inserito nella rosa del Bayern Monaco II, la squadra riserve del Bayern Monaco. Dopo un breve ritorno in prima squadra ha giocato ancora nel Bayern Monaco II fino al 2006, anno del ritiro per problemi alla cartilagine di un ginocchio.

### Allenatore
Dal 5 settembre del 2006 Fink ha iniziato ad allenare la squadra amatoriale del Red Bull Salisburgo. Dopo la partenza di Matthäus, il 13 giugno 2007 è diventato il nuovo vice di Trapattoni Nel 4 gennaio 2008 è stato nominato allenatore dell'Ingolstadt 04 al posto di Jürgen Press, fino al 21 aprile 2009.
Dal 4 settembre 2009 guida il Basilea con cui vince due campionati svizzeri e una Coppa Svizzera. Il 13 ottobre 2011, dopo l'ottimo inizio di stagione con il Basilea con anche il clamoroso 3-3 contro il Manchester United in Champions League, viene ingaggiato dall'Amburgo che lo paga 800 000 euro per sostituire l'esonerato Michael Oenning. Il 17 settembre 2013, a seguito di una sconfitta per 6-2 contro il Borussia Dortmund, viene esonerato dall'Amburgo.
Il 10 gennaio 2015 viene ingaggiato come allenatore dell'APOEL Nicosia. Il 12 maggio lascia la squadra della capitale cipriota in seguito alla sconfitta contro l'Apollon Limassol. Il 28 maggio 2015 diventa il nuovo allenatore dell'Austria Vienna, sostituendo Andreas Ogris.

## Statistiche

### Statistiche da allenatore
Statistiche aggiornate al 12 settembre 2024.
| Stagione              | Squadra               | Campionato            | Campionato | Campionato | Campionato | Campionato | Coppe nazionali | Coppe nazionali | Coppe nazionali | Coppe nazionali | Coppe nazionali | Coppe continentali | Coppe continentali | Coppe continentali | Coppe continentali | Coppe continentali | Altre coppe | Altre coppe | Altre coppe | Altre coppe | Altre coppe | Totale | Totale | Totale | Totale | % Vittorie | Piazzamento     |
| Stagione              | Squadra               | Comp                  | G          | V          | N          | P          | Comp            | G               | V               | N               | P               | Comp               | G                  | V                  | N                  | P                  | Comp        | G           | V           | N           | P           | G      | V      | N      | P      | %          | Piazzamento     |
| --------------------- | --------------------- | --------------------- | ---------- | ---------- | ---------- | ---------- | --------------- | --------------- | --------------- | --------------- | --------------- | ------------------ | ------------------ | ------------------ | ------------------ | ------------------ | ----------- | ----------- | ----------- | ----------- | ----------- | ------ | ------ | ------ | ------ | ---------- | --------------- |
| gen.-mag. 2008        | Ingolstadt 04         | RS                    | 15         | 10         | 2          | 3          | -               | -               | -               | -               | -               | -                  | -                  | -                  | -                  | -                  | -           | -           | -           | -           | -           | 15     | 10     | 2      | 3      | 66,67      | Sub. 2° (prom.) |
| 2008-apr. 2009        | Ingolstadt 04         | 2.BL                  | 28         | 6          | 9          | 13         | CG              | 1               | 0               | 0               | 1               | -                  | -                  | -                  | -                  | -                  | -           | -           | -           | -           | -           | 29     | 6      | 9      | 14     | 20,69      | Eson.           |
| Totale Ingolstadt     | Totale Ingolstadt     | Totale Ingolstadt     | 43         | 16         | 11         | 16         |                 | 1               | 0               | 0               | 1               |                    |                    |                    |                    |                    |             |             |             |             |             | 44     | 16     | 11     | 17     | 36,36      |                 |
| 2009-2010             | Basilea               | SL                    | 36         | 25         | 5          | 6          | CS              | 6               | 6               | 0               | 0               | UEL                | 12                 | 8                  | 1                  | 3                  |             |             |             |             |             | 54     | 39     | 6      | 9      | 72,22      | 1º              |
| 2010-2011             | Basilea               | SL                    | 36         | 21         | 10         | 5          | CS              | 4               | 2               | 1               | 1               | UCL+UEL            | 10+2               | 6+0                | 0+1                | 4+1                |             |             |             |             |             | 52     | 29     | 12     | 11     | 55,77      | 1º              |
| lug.-ott. 2011        | Basilea               | SL                    | 11         | 5          | 4          | 2          | CS              | 2               | 2               | 0               | 0               | UCL                | 2                  | 1                  | 1                  | 0                  |             |             |             |             |             | 15     | 8      | 5      | 2      | 53,33      | Dimis.          |
| Totale Basilea        | Totale Basilea        | Totale Basilea        | 83         | 51         | 19         | 13         |                 | 12              | 10              | 1               | 1               |                    | 26                 | 15                 | 3                  | 8                  |             |             |             |             |             | 121    | 76     | 23     | 22     | 62,81      |                 |
| ott. 2011-2012        | Amburgo               | BL                    | 29         | 6          | 11         | 12         | CG              | 2               | 1               | 0               | 1               |                    |                    |                    |                    |                    |             |             |             |             |             | 31     | 7      | 11     | 13     | 22,58      | Sub., 15º       |
| 2012-2013             | Amburgo               | BL                    | 34         | 14         | 6          | 14         | CG              | 1               | 0               | 0               | 1               |                    |                    |                    |                    |                    |             |             |             |             |             | 35     | 14     | 6      | 15     | 40,00      | 7º              |
| ago.-set. 2013        | Amburgo               | BL                    | 5          | 1          | 1          | 3          | CG              | 1               | 1               | 0               | 0               |                    |                    |                    |                    |                    |             |             |             |             |             | 6      | 2      | 1      | 3      | 33,33      | Eson.           |
| Totale Amburgo        | Totale Amburgo        | Totale Amburgo        | 68         | 21         | 18         | 29         |                 | 4               | 2               | 0               | 2               |                    | -                  | -                  | -                  | -                  |             | -           | -           | -           | -           | 72     | 23     | 19     | 30     | 31,94      |                 |
| gen.-mag. 2015        | APOEL Nicosia         | AK                    | 15         | 7          | 5          | 3          | KK              | 6               | 4               | 2               | 0               |                    |                    |                    |                    |                    |             |             |             |             |             | 21     | 11     | 7      | 3      | 52,38      | Sub., eson.     |
| 2015-2016             | Austria Vienna        | BL                    | 36         | 17         | 8          | 11         | ÖFB             | 5               | 4               | 0               | 1               |                    |                    |                    |                    |                    |             |             |             |             |             | 41     | 21     | 8      | 12     | 51,22      | 3º              |
| 2016-2017             | Austria Vienna        | BL                    | 36         | 20         | 3          | 13         | ÖFB             | 4               | 3               | 0               | 1               | UEL                | 12                 | 6                  | 2                  | 4                  |             |             |             |             |             | 52     | 29     | 5      | 18     | 55,77      | 3º              |
| 2017-feb. 2018        | Austria Vienna        | BL                    | 14         | 5          | 4          | 5          | ÖFB             | 3               | 1               | 1               | 1               | UEL                | 8                  | 3                  | 2                  | 3                  |             |             |             |             |             | 25     | 9      | 7      | 9      | 36,00      | Eson.           |
| Totale Austria Vienna | Totale Austria Vienna | Totale Austria Vienna | 86         | 42         | 15         | 29         |                 | 12              | 8               | 1               | 3               |                    | 20                 | 9                  | 4                  | 7                  |             | -           | -           | -           | -           | 118    | 59     | 20     | 39     | 50,00      |                 |
| apr.-mag. 2018        | Grasshoppers          | SL                    | 5          | 1          | 1          | 3          | CS              |                 |                 |                 |                 |                    |                    |                    |                    |                    |             |             |             |             |             | 5      | 1      | 1      | 3      | 20,00      | Sub. 8º         |
| 2018-mar. 2019        | Grasshoppers          | SL                    | 23         | 5          | 3          | 15         | CS              | 2               | 1               | 0               | 1               |                    |                    |                    |                    |                    |             |             |             |             |             | 25     | 6      | 3      | 16     | 24,00      | Eson.           |
| Totale Grasshoppers   | Totale Grasshoppers   | Totale Grasshoppers   | 28         | 6          | 4          | 18         |                 | 2               | 1               | 0               | 1               |                    | -                  | -                  | -                  | -                  |             | -           | -           | -           | -           | 30     | 7      | 5      | 19     | 23,33      |                 |
| 2019                  | Vissel Kōbe           | J1                    | 20         | 10         | 3          | 7          | CI+CdL          | 6+0             | 6+0             | 0+0             | 0+0             | -                  | -                  | -                  | -                  | -                  | -           | -           | -           | -           | -           | 26     | 16     | 3      | 7      | 61,54      | Sub. 8°         |
| 2020                  | Vissel Kōbe           | J1                    | 19         | 4          | 8          | 7          | CdL             | 1               | 0               | 0               | 1               | ACL                | 1                  | 1                  | 0                  | 0                  | SG          | 1           | 0           | 1           | 0           | 22     | 5      | 9      | 8      | 22,73      | Dimis.          |
| Totale Vissel Kobe    | Totale Vissel Kobe    | Totale Vissel Kobe    | 39         | 14         | 11         | 14         |                 | 7               | 6               | 0               | 1               |                    | 1                  | 1                  | 0                  | 0                  |             | 1           | 0           | 1           | 0           | 48     | 21     | 12     | 15     | 43,75      |                 |
| 2022                  | Riga FC               | VL                    | 13         | 8          | 1          | 4          | KL              | -               | -               | -               | -               | -                  | -                  | -                  | -                  | -                  | -           | -           | -           | -           | -           | 13     | 8      | 1      | 4      | 61,54      | Resc. cons.     |
| set.-nov. 2022        | Al-Nasr               | UAE                   | 9          | 1          | 3          | 5          | EC              | 1               | 1               | 0               | 0               | -                  | -                  | -                  | -                  | -                  | -           | -           | -           | -           | -           | 10     | 2      | 3      | 5      | 20,00      | Eson.           |
| 2023-2024             | Sint-Truiden          | PL                    | 30+10      | 10+3       | 10+4       | 10+3       | CB              | 2               | 1               | 0               | 1               | -                  | -                  | -                  | -                  | -                  | -           | -           | -           | -           | -           | 42     | 14     | 14     | 14     | 33,33      | 9°              |
| 2024-2025             | Genk                  | PL                    | 30         | 21         | 5          | 4          | CB              | 5               | 3               | 1               | 1               | -                  | -                  | -                  | -                  | -                  | -           | -           | -           | -           | -           | 35     | 24     | 6      | 5      | 68,57      | in corso        |
| Totale carriera       | Totale carriera       | Totale carriera       | 454        | 200        | 106        | 148        |                 | 52              | 36              | 5               | 11              |                    | 47                 | 25                 | 7                  | 15                 |             | 1           | 0           | 1           | 0           | 554    | 261    | 119    | 174    | 47,11      |                 |

## Palmarès

### Giocatore

#### Competizioni nazionali
- Campionato tedesco: 4

Bayern Monaco: 1998-1999, 1999-2000, 2000-2001, 2002-2003
- Coppa di Germania: 3

Bayern Monaco: 1997-1998, 1999-2000, 2002-2003
- Coppa di Lega tedesca: 4

Bayern Monaco: 1997, 1998, 1999, 2000

#### Competizioni internazionali
- UEFA Champions League: 1

Bayern Monaco: 2000-2001
- Coppa Intercontinentale: 1

Bayern Monaco: 2001

### Allenatore
- Campionato svizzero: 2

Basilea: 2009-2010, 2010-2011
- Coppa Svizzera: 1

Basilea: 2009-2010
- Coppa dell'Imperatore: 1

Vissel Kobe: 2019
- Supercoppa del Giappone: 1

Vissel Kobe: 2020